# Élevage biologique

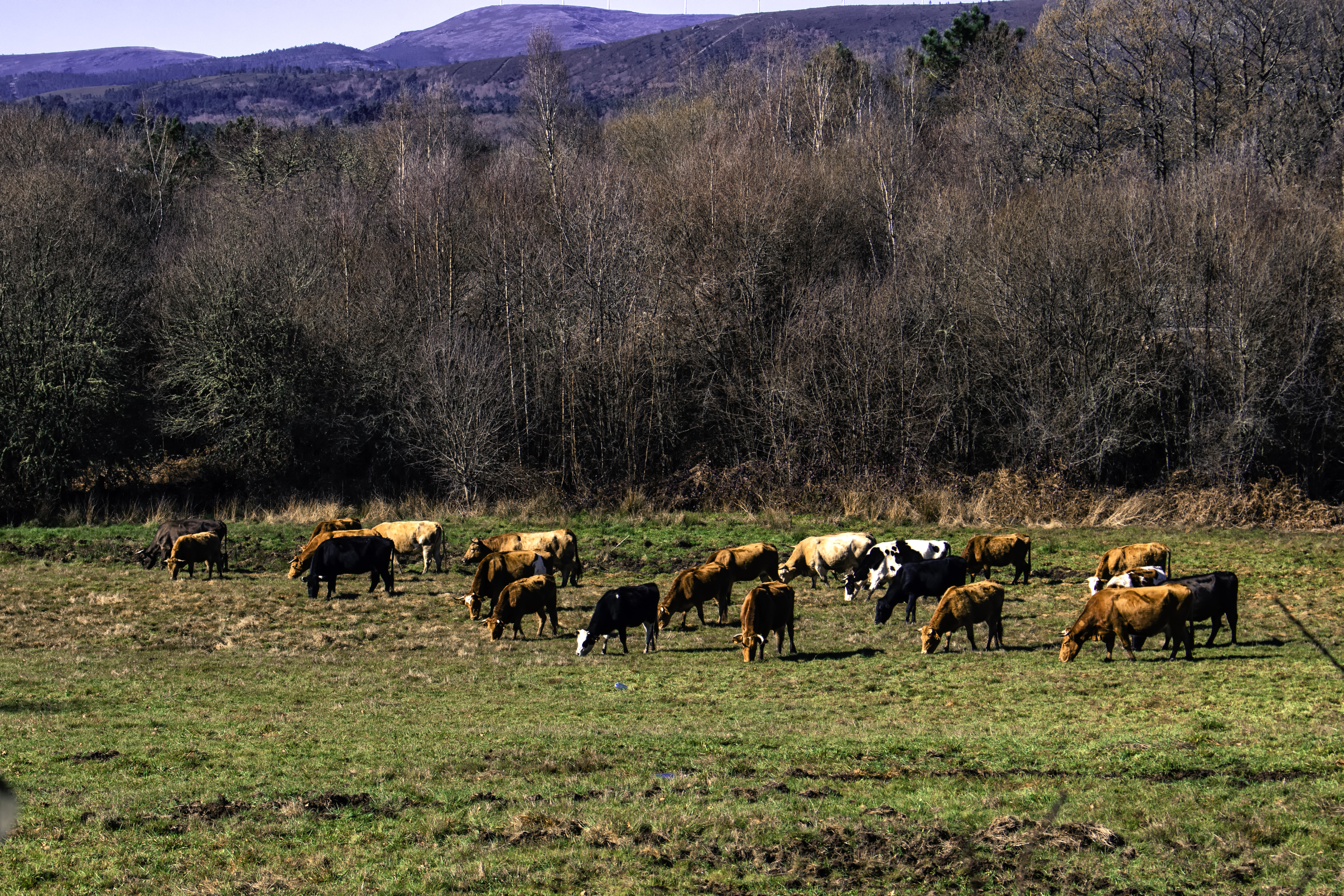
Vaches au pâturage en Galice (Espagne)

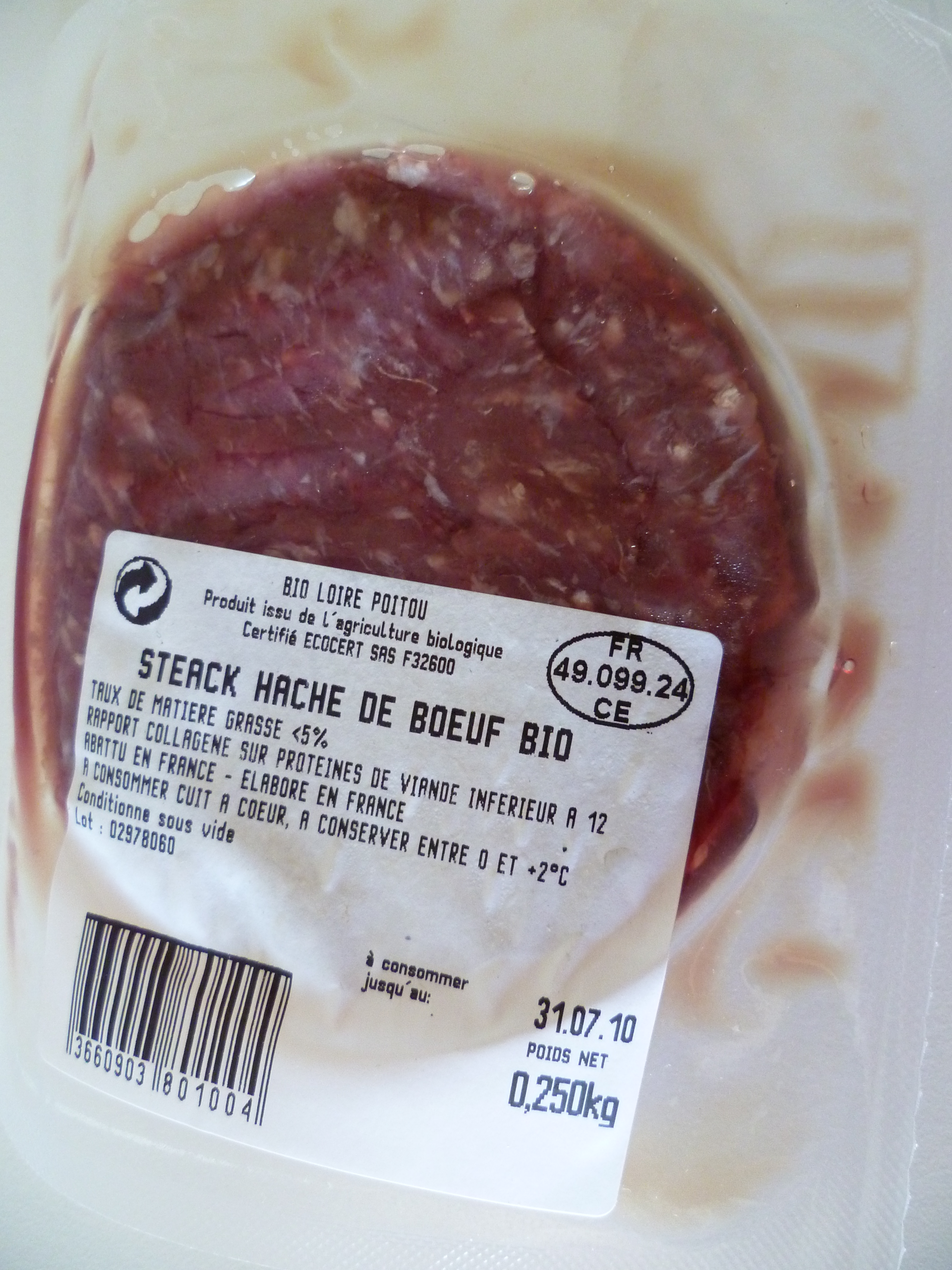
Steak haché de boeuf bio

L’élevage biologique est une méthode de production alimentaire régie par un grand nombre de règles visant à garantir un niveau élevé de bien-être animal, le respect de l’environnement, l’utilisation restreinte de médicaments vétérinaires et la production d’un aliment sain sans résidus (pesticides ou médicaments).

## Principes
Ces règles s'établissent sous cinq grands principes, :
1. Adaptation des races au milieu Pour commencer, les éleveurs doivent choisir des races animales qui correspondent aux conditions naturelles et climatiques locales. Cette sélection initiale vise à obtenir des animaux résistants aux aléas environnementaux, réduisant ainsi les risques de maladies et préservant leur bien-être, assurant ainsi la pérennité de leurs lignées[2].

1. Valorisation des déjections animales Dans le cadre de l'élevage biologique, les déjections des animaux sont mises à profit. Mélangées à de la paille, elles se transforment en un engrais naturel, enrichissant le sol en matières organiques et favorisant ainsi la croissance des cultures de manière naturelle.

1. Rotation des cultures pour l'équilibre des sols La rotation des cultures est une pratique fondamentale pour enrichir naturellement les sols et respecter les cycles biologiques. Cette approche permet aux sols de se régénérer et limite la propagation des parasites. De plus, la présence de haies autour des champs prévient l'érosion des sols par les eaux de ruissellement, préservant ainsi la qualité des cours d'eau.

1. Indépendance des exploitations Les récoltes réalisées sur place sont utilisées pour nourrir les animaux. Ces derniers sont alimentés avec une alimentation végétale issue de l'agriculture biologique, sans recours aux OGM ni aux produits chimiques de synthèse. Le recours à des méthodes traditionnelles, comme le travail mécanique des terres, favorise également le contrôle des mauvaises herbes sans l'utilisation de produits chimiques.

1. Bien-être animal et respect du cycle de vie Les éleveurs doivent garantir un environnement adapté aux animaux, en leur offrant des abris lumineux et aérés par mauvais temps, ainsi que l'accès à de grands espaces extérieurs par beau temps. Le respect de ces principes assure la production de viandes biologiques.

## Évaluation scientifique de l’impact et de l’efficacité

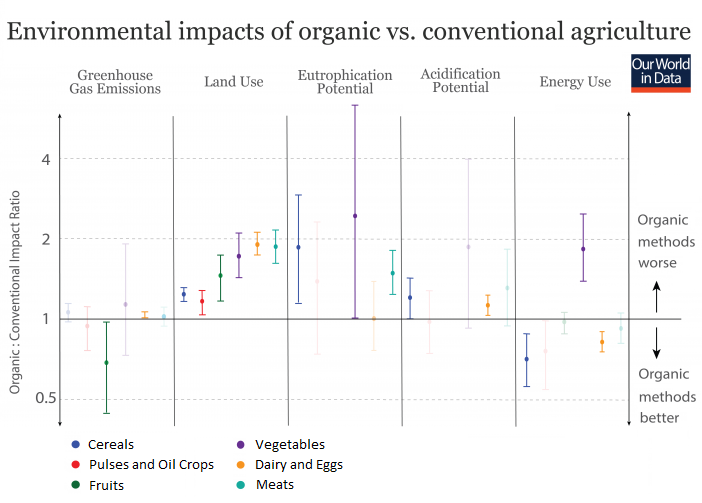
Comparaison de l'impact environnemental de l'agriculture biologique et conventionnelle. L’élevage biologique pour la viande (cyan) a un impact plus négatif sur l’utilisation des terres et le potentiel d’eutrophisation. L’élevage biologique pour les produits laitiers et les œufs (orange) est plus défavorable en termes d’émissions de gaz à effet de serre, d’utilisation des terres et de potentiel d’acidification, mais plus favorable en matière de consommation d’énergie.

Selon George Monbiot, le bœuf et l’agneau biologiques nourris à l’herbe sont les produits agricoles les plus nocifs au monde.

### Utilisation des terres
Le professeur Wolfgang Branscheid affirme que la production animale biologique n'est pas bonne pour l’environnement, car le poulet biologique nécessite deux fois plus de terres que le poulet « conventionnel » et le porc biologique un quart de plus.
Selon un calcul de l’Hudson Institute, le bœuf biologique nécessite trois fois plus de terres.

### Productivité
Une méta-analyse de 2021 a rapporté (i) une productivité inférieure de 14 % chez les vaches laitières biologiques, (ii) une efficacité alimentaire inférieure de 11 % chez les vaches laitières biologiques et de 89 % chez les poulets de chair biologiques, et (iii) une concurrence réduite entre alimentation animale et alimentation humaine dans les systèmes laitiers biologiques.

### Émissions de gaz à effet de serre
Le pâturage prolongé en plein air peut stimuler la croissance des plantes, ce qui permet de séquestrer davantage de dioxyde de carbone et de réduire les émissions associées à la production d’aliments pour animaux conventionnels. Cependant, les vaches nourries à l’herbe grandissent généralement plus lentement et sont plus petites à l’abattage que les vaches nourries aux céréales. Comme elles mettent plus de temps à atteindre le poids de marché et convertissent moins efficacement l’alimentation en viande, leurs émissions totales sur la durée de vie — en particulier de méthane — sont généralement plus élevées. Par conséquent, le bœuf nourri à l’herbe a tendance à avoir une empreinte carbone plus élevée par kilogramme que le bœuf nourri aux céréales. Une étude menée par Daniel Blaustein-Rejto et ses collègues a estimé que les émissions du bœuf nourri à l’herbe étaient environ 20 % plus élevées que celles du bœuf nourri aux céréales.
Comparées aux poules en cage, les poules élevées en plein air et en agriculture biologique produisent moins d’œufs et nécessitent plus de nourriture, ce qui entraîne une empreinte carbone environ 16 % plus élevée par kilogramme d’œuf.

### Qualité des produits
Honikel (1998) a examiné le nombre limité d'études sur le lait, le bœuf, le porc et les œufs, concluant que les caractéristiques de qualité des produits — telles que les aspects nutritionnels, hygiéniques, sensoriels et technologiques — ne diffèrent pas de manière significative entre l’élevage biologique et conventionnel.

### Bien-être animal
Une revue de littérature de 2003 n’a trouvé aucune indication que la santé et le bien-être des animaux soient pires en agriculture biologique qu’en agriculture conventionnelle, à l’exception des maladies parasites.